# Temple d'Hèrcules

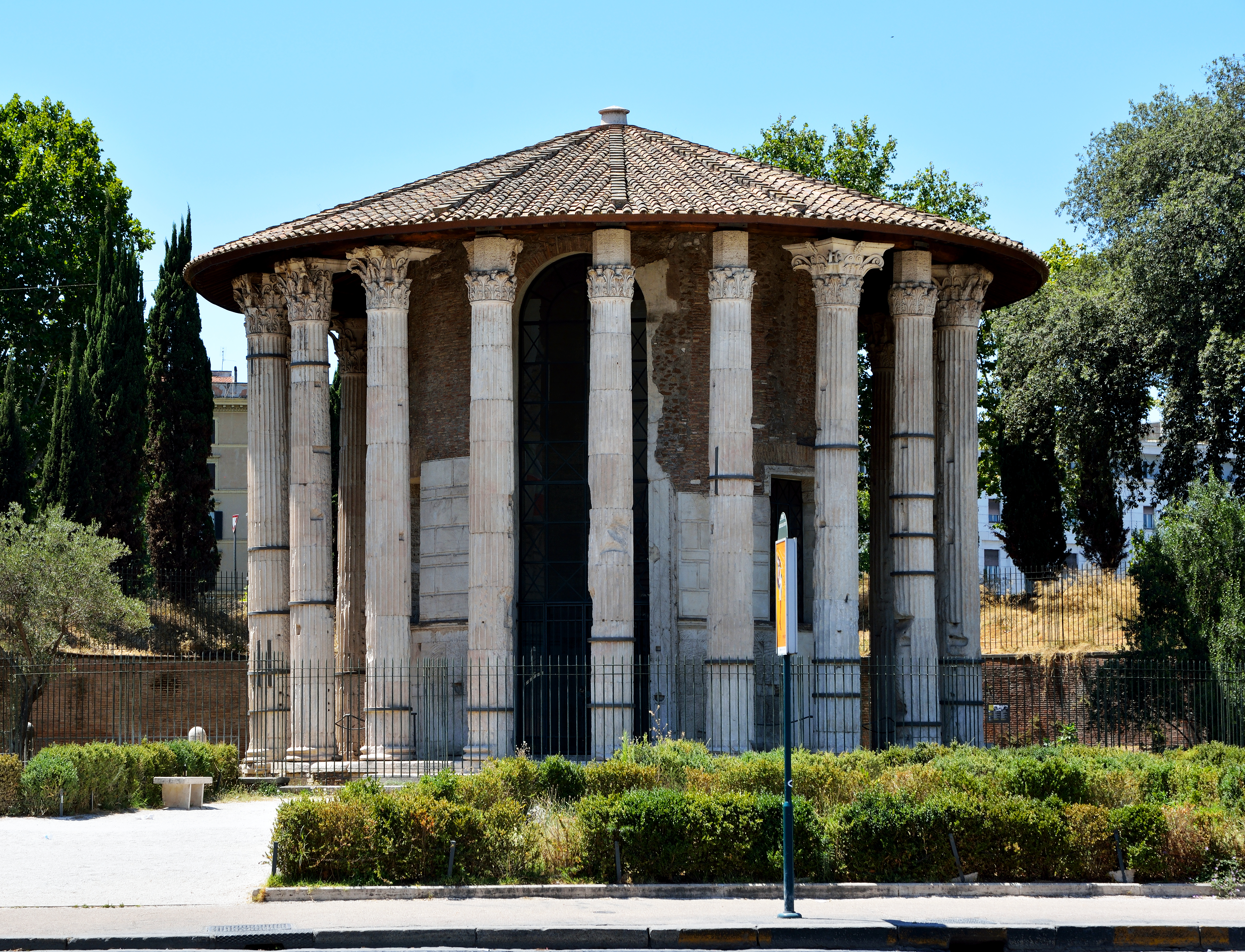
El Temple d'Hèrcules Víctor, al Forum Boarium.

Mapa del temple.

El  Temple d'Hèrcules Víctor  o  Hèrcules Olivari  és un antic edifici romà situat al sud del Temple de Portunus, al Fòrum Boari o ‘Mercat dels Bous' de Roma (Itàlia). És un monòpter, un temple rodó de disseny peristil grec (completament envoltat per columnes). Aquesta disposició va fer que molts el prenguessin erròniament per un temple de Vesta, però s'ha comprovat que és un temple d'Hèrcules.
Datat vers el 120 aC, el temple té 14,8 m de diàmetre i consisteix en una cel·la circular dins d'un anell concèntric de 20 columnes corínties de 10,66 m d'alt descansant sobre fonaments de tuf volcànic. Aquests elements subjecten un arquitrau i un sostre que han desaparegut. El mur original de la cella i les columnes es conserven però el sostre de teula actual és un afegit posterior. Va ser reconstruït per Tiberi l'any 15, en marbre de Luni i és l'edifici de marbre més antic conservat a Roma.
El 1132 el temple va ser convertit en església, coneguda com a  Santo Stefano alle Carrozze . El 1475 s'hi van efectuar restauracions addicionals (i un fresc sobre l'altar). El Papa Sixt IV va dedicar una placa a terra. Al segle xvii l'església va ser reanomenada Santa Maria del Sole.
Aquest temple i el de Vesta a Tívoli van inspirar les esglésies centralitzades del Renaixement.
Tot i el paper del Fòrum Boari com a mercat de bestiar a l'antiga Roma, el Temple d'Hèrcules és objecte d'una llegenda popular que diu que ni les mosques ni els gossos entren a aquest lloc sagrat.
El temple va ser reconegut oficialment com a monument antic el 1935.